# المقاومة الكاثوليكية لألمانيا النازية
كانت المقاومة الكاثوليكية لألمانيا النازية إحدى مقومات مقاومة النازية خلال الحرب العالمية الثانية. أثار دور الكنيسة الكاثوليكية في فترة النازية جدلًا واسعًا بين المؤرخين. إذ يرى العديد من المؤلفين مثل كلاوس شولدر أن: «المقاومة الكاثوليكية لم تكن موجودة في ألمانيا بصفة رسمية، بل كان الكاثوليكيين أنفسهم هم من اضطلعوا بالمقاومة». إذ أن سياسة الفاتيكان المحايدة كانت تعني أن البابا لم يدفع الكاثوليك إلى الانحياز لصف الاشتراكية القومية أو مبادئ الأخلاق الكاثوليكية، حتى أن البابا بيوس الثاني عشر حينها أصر على أن البلشفية تشكل أكبر تهديدًا للعالم قائلًا: «ألمانيا أمة عظيمة، وهي في حربها ضد البلشفية لا تنزف الدماء من أجل أصدقائها فقط بل من أجل أعداءها كذلك». كتب بيوس الثاني عشر خطابًا إلى الأسقف برسينغ عام 1941 وقال فيه: «نظرًا إلى أن مصير الكنيسة في ألمانيا يتوقف على سلوكك العام، نهيب بك وبزملائك الالتزام بضبط النفس عند إلقاء التصريحات العلنية، والامتناع عن الاحتجاج».
منذ بداية الحكم النازي عام 1933 برزت عدة قضايا تورطت بسببها الكنيسة في خلافات مع نظام الحكم، وأفضى اضطهاد النازيين للكنيسة بالبابا بيوس الحادي عشر إلى ذم سياسات الحكومة النازية في المذكرة البابوية التي كتبها عام 1937 بعنوان «Mit brennender Sorge». واجه خليفته، بيوس الثاني عشر، أعوام الحرب وشارك في أعمال تجسس لصالح الحلفاء ضد الحكومة النازية. حارب الكاثوليكيين لصالح كلى جانبي الحرب، ولم تكن المؤسسات الكاثوليكية أو البروتستانتية على استعداد لمناهضة الدولة النازية علنًا.
قدرت إحدى الإحصاءات أن ثلث القساوسة الألمان الكاثوليك تعرضوا لشكل من أشكال الأعمال الانتقامية من السلطات النازية، وأُرسل الآلاف من رجال الدين الكاثوليكيين إلى معسكرات الاعتقال. اُحتجز 2,579 قس كاثوليكي في ثكنات القس داكاو من بينهم 400 من الألمان. ورغم أن كبير الأساقفة الألمان كان يتجنب مواجهة النظام، انتقد أساقفة آخرون مثل برسينغ وفرينغز وغالين جوانب النازية من منظور كاثوليكي. قاد غالين احتجاجًا على حملة الموت الرحيم القسري التي قادها النازيون.
اقتصرت معارضة الكاثوليك لاضطهاد اليهود على جهود ذاتية فردية مشتتة. ورغم ذلك لعب القساوسة دورًا هامًا في تهريب اليهود وإنقاذهم في جميع الدول التي غزتها ألمانيا. قدر المؤرخ الإسرائيلي بينتشاس لابيد عدد اليهود الذين أنقذهم رجال الدين الكاثوليك بنحو 700,000-860,000 فرد. ومن بين أولئك الذين قُتلوا على يد النازيين لدورهم في مساعدة اليهود: القديس ماكسيميليان كولبي وجوزيبي جيروتي وبرنارد ليختنبرغ. ومن أبرز شبكات الكاثوليك لإنقاذ اليهود وغيرهم: «خط هروب روما» التي دبرها القس الأيرلندي هيو أوفلاهيرتي، وشبكة أسيسي في إيطاليا، ومنظمة جيكوتا في بولندا.
تفاوتت العلاقات بين حكومات المحور والكنيسة. فقد ذم بعض الأساقفة معاملة النازيين لليهود ذمًا شديدًا مثل يوهانس دي يونغ الهولندي وجوزيف إرنست فان روي البلجيكي وجول جيراود سالييج الفرنسي. قاد بعض الراهبات حملات المقاومة ضد النازيين كذلك مثل مارغيت شلاختا ومارتيلدا غيتر. أنقذ دبلوماسيو الفاتيكان الآلاف من الأرواح مثلما فعل جوزيبي بورتسيو في سلوفاكيا، وفيليبينو برنارديني في سويسرا، وأنجلو رونكالي في تركيا. ومن بين ضحايا النازيين المعترف بهم لدى ياد فاشيم في إسرائيل: السفير البابوي لبودابست، أنجلو روتا، وسفير بوخارست، أندريا كاسولو. كانت الحكومات القومية في سلوفاكيا وكرواتيا مؤيدة لرجال الدين، بينما كانت اضطهاد الكنيسة في المناطق التي ضمتها ألمانيا النازية في سلوفينيا والتشيك والنمسا وبولندا شديدًا للغاية، وشكل الدين الكاثوليكي جزءًا لا يتجزأ من المقاومة البولندية.

## خلفية

### صعود النازية للسلطة

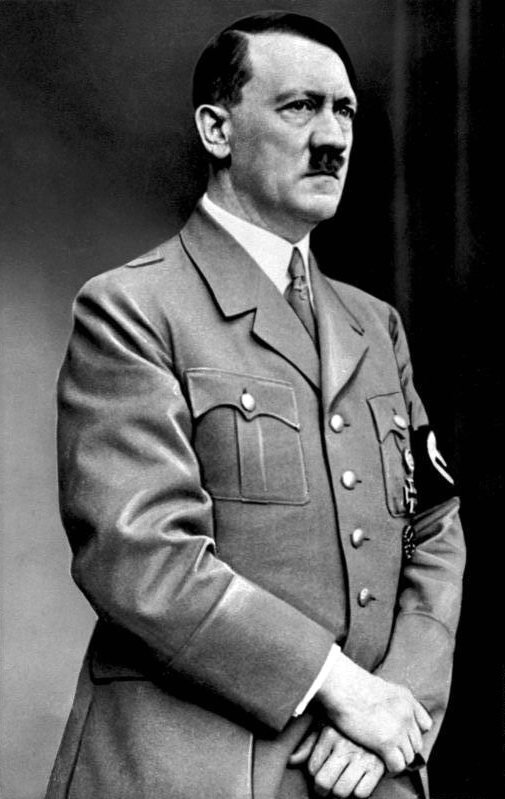
كان الدكتاتور النازي أدولف هتلر معاديًا لرجال الدين وعدوانيًا تجاه تعاليم الكنيسة الكاثوليكية.

شن قادة الكاثوليك هجمات صريحة على الأيدولوجية النازية في العشرينيات والثلاثينيات، وكانت المعارضة المسيحية الرئيسية للنازية معارضة كاثوليكية. كان الأساقفة الألمان معاديين لحركة النازية الصاعدة، وذموا «تعاليمها الزائفة» بحماس. حذر الأساقفة الكاثوليك من تحيز النازية العرقي، وحظرت بعض المطرانيات الانضمام للحزب النازي، بينما انتقد الإعلام الكاثوليكي الحركة النازية. شاركت بعض الأعلام الكاثوليكية، مثل مايكل فون فاولهابر الذي أظهر تخوفه من ميول النازية الشمولية والعنصرية والوثنية، في إخفاق انقلاب بير هول عام 1923.

امتعض النازيون من الجامعات، والمفكرين، والكنائس الكاثوليكية والبروتستانتية. ذكر المؤرخ ثيودور هاميرو أن العديد من النازيين اتهموا الكاثوليك بضعف ولاءهم للوطن، بل أن بعضهم كان يتهمهم كذلك بخيانتهم للوطن الألماني وخدمة مصالح «القوى الأجنبية الخبيثة». خمن بعض المؤرخون أن خطة النازيين على المدى البعيد هي انسلاخ ألمانيا عن المسيحية بعد الانتصار الأخير في الحرب. إذ لم تقبل الأيدولوجية النازية مؤسسة قائمة بذاتها لا تعتمد مشروعيتها على الحكومة، ورغب النازيون في خضوع الكنيسة للدولة. كتب هاميرو عن تاريخ المقاومة الألمانية قائلًا:
«دائمًا ما كانت الكنيسة الكاثوليكية تنظر للحزب النازي نظرة خوف واشتباه، وشعرت بأنها مهددة من قبل أيدولوجية راديكالية قومية متطرفة تعتبر الكنيسة مؤسسة أجنبية خبيثة تعارض الانفصالية الطائفية في التعليم والثقافة، وتبدو في بعض الأحيان أنها تشجع العودة للأديان الوثنية الاسكندنافية. بدا تأسيس الرايخ الثالث نذيرًا بصراع مرير بين الدولة والكنيسة».

–       ثيودور س. هاميرو، على الطريق إلى عرين الذئب: المقاومة الألمانية لهتلر
حزب الوسط وهتلر
كان حزب الوسط الألماني حزبًا سياسيًا منحازًا للكنيسة الكاثوليكية، ولعب دورًا كبيرًا في سياسة جمهورية فايمار، ونافس الحزب النازي في الانتخابات البرلمانية في العشرينيات والثلاثينيات. أبدى معظم المسيحيين ولائهم لحزب الوسط في الفترة التي مهدت لاستيلاء النازيين على مقاليد الحكم. حظي الحزب النازي بتأييد المناطق الشمالية البروتستانتية عقب انهيار وول ستريت (1929). تعهد النازيون والشيوعيون بإلغاء الديمقراطية وحازوا على أكثر من 50% من مقاعد الرايخستاغ.
لم يوجد حينها حزب ليبرالي قوي بما فيه الكفاية لردع النازيين، بينما كان حزب الوسط مشغولًا بحماية مصالحه الخاصة. حاول هتلر أن يستميل مؤيدي حزب الوسط والحزب المحافظ عندما صرح في الرايخستاغ في 23 مارس أن المسيحية الإيجابية «هي الأساس الراسخ لآداب الشعب وقيمه الأخلاقية»، ووعد بعدم تهديد الكنائس أو مؤسسات الجمهورية إذا حصل على سلطات مطلقة. استعان هتلر بالمساومات والتهديدات لجعل الرايخستاغ يوافق على قانون التمكين في 24 مارس 1933. انضم حزب الوسط للحزب المحافظ في التصويت بالموافقة على هذا القانون بعد سماعه وعود هتلر بعدم التدخل في الدين (لم يصوت ضده سوى أعضاء حزب الديمقراطية الاشتراكية).

### بداية كفاح الكنيسة

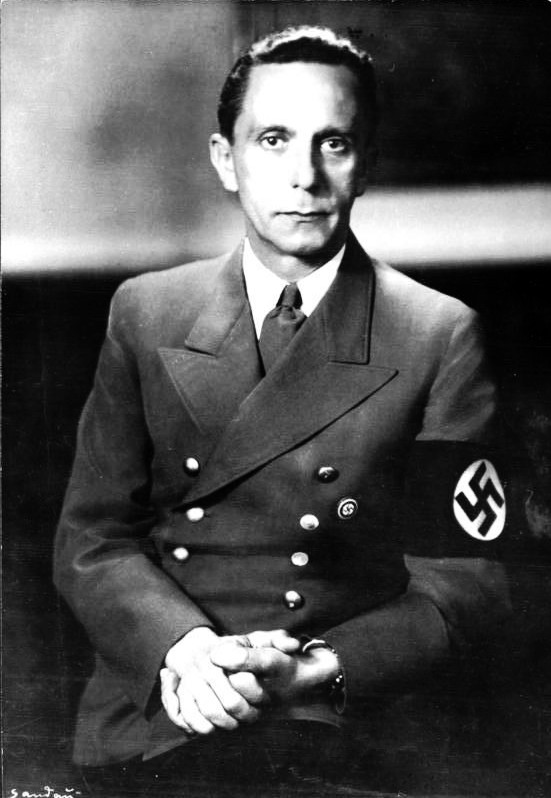
كان وزير الدعاية النازي يوزف غوبلز من أكثر النازيين ضراوة في عدوانه على الكنيسة، وقال أنه: «ثمة تعارض متأصل بين نظرة المسيحية الكونية ونظرة ألمانيا البطولية».

شعر الكاثوليك بالخوف والتهديد عقب وصول النازيين للسلطة في عام 1933، ورغم ذلك كان اضطهاد الكنيسة الكاثوليكية متقطعًا في البداية. كان الصراع مع الكنائس الشاغل الرئيسي لكبار المسؤولين في الحزب النازي مثل غوبلز ورئيس الحرب النازي مارتن بورمان، وكانت الآراء المعادية لرجال الدين قوية شائعة لدى نشطاء الحزب على مستوى القاعدة. ورغم ذلك شكل الكاثوليك ثلث سكان ألمانيا، وكان هتلر مستعدًا لكبح طموحاته المعادية للكنيسة وإبعادها عن الاعتبارات السياسية لحين انتهاء الحرب. انتهك النازيون المعاهدة في الحال بالتدخل في المدارس الكاثوليكية ومجموعات الشباب ونوادي العمال والمجتمعات الثقافية، وتشريع قوانين التعقيم، واستهداف رجال الدين والراهبات وقادة العامة، واعتقال الآلاف منهم خلال السنوات اللاحقة بتهم ملفقة مثل تهريب العملات أو «الفسق».